# Parlatoria piniphila
Parlatoria piniphila är en insektsart som beskrevs av Tang 1984. Parlatoria piniphila ingår i släktet Parlatoria och familjen pansarsköldlöss. Inga underarter finns listade i Catalogue of Life.